# Kroonslakken
Kroonslakken (Dotidae) zijn een familie van weekdieren uit de klasse van de Gastropoda (slakken).

## Taxonomie
De volgende geslachten zijn bij de familie ingedeeld:
- Caecinella Bergh, 1870
- Doto Oken, 1815
  - = Dotilla Bergh, 1879
  - = Dotona Iredale, 1918
  - = Gellina Gray, 1850
  - = Idalia Gray, 1847
  - = Idulia Leach, 1852
  - = Iduliella Thiele, 1931
  - = Timorella Bergh, 1905
- Kabeiro Shipman & Gosliner, 2015
- Miesea Er. Marcus, 1961